# 잔노초 마네티

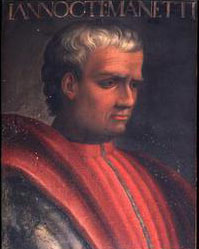

잔노초 마네티(Giannozzo Manetti, 1396년 – 1459년)는 피렌체 출신의 이탈리아 정치인이자 외교관, 초기 이탈리아 르네상스의 인문학자이다.
마네티는 부유한 상인의 아들로 태어났다. 그의 공개적인 경력은 1429년에 시작됐다. 그는 피렌체의 자문 의원회의 의원, 대사등 다양한 정부 기관에 참여했었다. 마네티는 《Oratio de Secularibus et Pontificalibus Pompis in Consecratione Basilicae Florentinae》라는 기록을 남기 1436년 3월 25일에 있었던 산타 마리아 델 피오레 대성당의 헌납식의 증인이기도 하였다.
그는 라틴어 작가이자 그리스어 번역가였으며, 또한 그는 히브리어를 연구하여, 히브리어 성경과 랍비들의 주석을 읽을 수 있었다. 이 서적들은 초창기의 성경 원사본을 통해 성경을 재 번역해야한다는 확신을 주었다. 그가 사망한 후, 마네티의 상당한 서제는 바티칸 도서관에 넘어갔다.
작가로서, 마네티의 스타일은 키케로의 흉내내기 식이였다. 그는 현재 주로 1452년 또는 1453년에 필사본이 완성된 《De dignitate et excellentia hominis libri IV》 ("위엄이고 뛰어난 인간에 대한 4권의 책")의 작가로 기억되고 있다. 이는 교황 인노첸시오 3세의 《De miseria humane conditionis》 대한 반응이였다. 그의 《피스토이아의 역사》는 1446년–47년 사이에 쓰여졌고, 레오나르도 브루니의 혁신적이고 기념적인 피렌체의 역사에 대한 동시대 최초의 비판적인 반응이였다. 그는 또한 아리스토텔레스에 대한 주석과 단테 알리기에리, 조반니 보카치오, 교황 니콜라오 5세, 프란체스코 페트라르카, 세네카, 소크라테스의 전기들을 저술했다.
마네티의 인문주의자 지식인 모임에는 카를로 마르수피니, 포조 브라촐리니, 레오나르도 브루니, 프란체스코 필렐포, 니콜로 니콜리, 팔라 스트로치, 로렌초 발라 등이 있었다.

## 참고 문헌
Apologeticus, ed. Alfonso De Petris, Rome, Edizioni di Storia e Letteratura, 1981.
Biographical Writings, ed. Stefano U. Baldassarri and Rolf Bagemihl, I Tatti Renaissance Library, Cambridge, Mass., Harvard University Press, 2003. ISBN 978-0-674-01134-2.
De dignitate et excellentia hominis, ed. Elizabeth R. Leonard, Padua, Editrice Antenore, 1974. ISBN 978-88-8455-143-6.
De terremotu, ed. Daniela Pagliara, Florence, SISMEL-Edizioni del Galluzzo, 2012. ISBN 978-88-8450-492-0.
De vita ac gestis Nicolai quinti summi pontificis, ed. Anna Modigliani, Fonti per la storia d'Italia, Rome, Istituto storico italiano per il Medio Evo, 2005. ISBN 88-89190-10-8.
Historia Pistoriensis, critical edition by Stefano Ugo Baldassarri and Benedetta Aldi, historical commentary by William J. Connell, Edizione Nazionale dei Testi della Storiografia Umanistica, Florence, SISMEL-Edizioni del Galluzzo, 2011. ISBN 978-88-8450-442-5.
On the Dignity of Man, in Two Views of Man: Pope Innocent III-On the Misery of Man ; Giannozzo Manetti- On the Dignity of Man, ed. and trans. Bernard Murchland, New York, Ungar, [1966].
Un episodio del proto-humanismo español: tres opúsculos de Nuño de Guzmán y Giannozzo Manetti, ed. Jeremy N. H. Lawrence, Salamanca, Biblioteca española del Siglo XV-Diputaciòn de Salamanca, 1989.
Vita Socratis et Senecae, ed. Alfonso De Petris, Florence: Leo S. Olschki, 1979.